# Аугсбургский религиозный мир
Аугсбургский религиозный мир — уния, соглашение, заключённое 25 сентября 1555 года в рейхстаге в Аугсбурге между лютеранскими и католическими субъектами Священной Римской империи и римским королём Фердинандом I, действовавшим от имени императора Карла V. Аугсбургский мир признал лютеранство официальной религией и установил право имперских сословий на выбор вероисповедания. Условия договора имели статус имперского закона, легли в основу государственного устройства Священной Римской империи нового времени и обеспечили восстановление политического единства и стабильности в Германии на протяжении второй половины XVI века. В то же время Аугсбургский мир не признал свободы вероисповедания подданных империи, что привело к возникновению принципа cujus regio, ejus religio («чья земля, того и вера») и создало почву для возобновления конфессионального противостояния. Система, созданная на основе Аугсбургского мира, распалась в начале XVII века, что стало одной из причин Тридцатилетней войны.

## Предпосылки
Реформация, начавшаяся в Германии с выступления Мартина Лютера в 1517 году, привела к религиозному расколу Священной Римской империи и системному кризису её государственной организации. Противостояние католических и лютеранских князей, усугублявшееся попытками Карла V создать мировую империю с сильной универсальной центральной властью, вылилось в Шмалькальденскую войну 1546—1547 годов. Война потрясла основы империи и продемонстрировала неэффективность функционирования крупных религиозно-политических объединений, созданных противостоящими лагерями. Угроза коллапса империи, реальность которой стала очевидной в ходе войны, заставила лидеров обеих группировок начать движение на достижение компромисса по политическим и конфессиональным вопросам. Этому также способствовали охлаждение отношений императора с папой римским и боязнь немецких князей передачи имперского престола старшему сыну Карла V Филиппу II, представителю испанской линии Габсбургов.
На переговорах в Пассау в 1552 году, завершивших очередное восстание лютеранских князей против императора, впервые сложилась политическая группа нейтральных князей, посредничавших при достижении соглашения между враждующими группировками, во главе которой стоял римский король, младший брат императора, Фердинанд I. В отличие от Карла V Фердинанд был готов пойти на признание лютеранства без ограничения сроков и реформу государственного устройства империи на основе компромисса с князьями обеих конфессий. Совместные действия Фердинанда I и курфюрста Морица Саксонского, лидера протестантской партии, в 1553 году при подавлении восстания Альбрехта Алкивиада, маркграфа Бранденбург-Кульмбахского, а также подписание в том же году Гейдельбергского соглашения о защите мира нейтральными князьями, среди которых были правители католических Майнца, Трира и Баварии и лютеранских Пфальца и Вюртемберга, способствовали сближению позиций основных политических группировок в империи. Большое значение также имело трёхстороннее соглашение, заключённое в марте 1555 года между Саксонией, Гессеном и Бранденбургом о согласовании позиций на переговорах с императором. В стороне от процесса сближения остался император Карл V, продолжавший отказываться от уступок протестантам и имперским князьям. В 1554 году должен был состояться рейхстаг империи, однако император затягивал его открытие, а после того как дал, наконец, согласие на созыв рейхстага, отказался прибыть на его заседания. При этом Карл V предоставил все полномочия для ведения переговоров и утверждения решений рейхстага своему брату Фердинанду I.

## Переговоры
5 февраля 1555 года в Аугсбурге официально открылся рейхстаг Священной Римской империи. Председательствовал на нём римский король Фердинанд I, действующий от имени императора Карла V, который всё более отходил от ведения дел в империи. С самого начала на рейхстаге начались бурные дебаты о путях выхода из конфессионально-политического кризиса. Повестка дня собрания, предложенная императором, под давлением сословий была изменена и на первый план вышел религиозный вопрос. Протестантские князья выступили с требованием заключения всеобъемлющего соглашения, которое бы предоставило гарантии свободному исповеданию лютеранства и санкционировало секуляризацию церковных владений в протестантских государствах. Католическая партия была более слабой, во многом из-за пассивности папы римского и императора, и была готова легитимизировать лютеранскую конфессию в рамках империи при условии сохранения статус-кво в церковных княжествах. Реальной альтернативы религиозно-политическому компромиссу на рейхстаге предложено не было. Переговоры велись по куриям: курфюрстов, князей и свободных городов.
К 21 июля 1555 года был подготовлен проект соглашения, который был направлен на утверждение королю. Затем последовали ещё несколько месяцев двусторонних обсуждений и согласований, в ходе которых лютеранские князья пытались добиться признания свободы вероисповедания для каждого подданного империи, а католики настаивали на предоставлении гарантий неприкосновенности владений Римско-католической церкви. Попытки Фердинанда I устраниться от утверждения проекта соглашения и выдвинутая им идея закрытия или переноса рейхстага были решительно отвергнуты протестантскими курфюрстами и князьями. В результате, осенью 1555 года король был вынужден форсировать переговоры. 21 сентября 1555 года текст соглашения был утверждён рейхстагом, а 25 сентября — подписан Фердинандом I. Незадолго до этого, 19 сентября 1555 года император Карл V подписал отречение от престола, одной из причин которого было несогласие с текстом Аугсбургского соглашения. Поэтому официально Аугсбургский религиозный мир вступил в силу лишь в 1556 году, после завершения процедуры отречения Карла V и передачи престола Фердинанду I.
В текст соглашения не вошли гарантии против принуждения лютеранских подданных католических субъектов империи к переходу в католичество. Они стали предметом отдельной «Декларации Фердинанда» за подписью римского короля, которая, однако, не получила статуса закона империи.

## Условия соглашения
Аугсбургский религиозный мир представлял собой компромисс между католическими и протестантскими субъектами Священной Римской империи, направленный на поддержание мира и стабильности в биконфессиональной стране. В этом отношении соглашение являлось очередным шагом в развитии идеи «земского мира», утверждённой ещё в 1495 году в качестве имперского закона. Хотя конфессиональный раскол Германии на католический и протестантский лагеря сохранялся, в государственно-правовой и общественно-политической сфере Аугсбургский мир восстановил единство империи.
Важнейшим положением Аугсбургского религиозного мира стало признание лютеранства в качестве легитимной конфессии. Само соглашение представляло по сути договор между католическими и лютеранскими субъектами империи под главенством объединяющих институтов — имперских учреждений и императора из дома Габсбургов. Однако в тексте Аугсбургского мира не содержались чёткие критерии отнесения исповедуемой конфессии к лютеранству: под лютеранами понимались лица, исповедующие Аугсбургское исповедание 1530 года, и «конфессионально родственные им члены». Эта оговорка позволила в дальнейшем кальвинистам также претендовать на легитимность и полноправное участие в государственной системе империи. Другие протестантские конфессии (цвинглианство, анабаптизм, спиритуализм) не получили признания в империи и оказались вне закона. Утвердив легитимность лютеранства, Аугсбургский мир также провозгласил амнистию для всех лиц, осуждённых из-за своей принадлежности к этому вероисповеданию, и прекращение юрисдикции католических церковных судов над лютеранами.

## Cujus regio, ejus religio
Аугсбургское соглашение установило гарантии свободы вероисповедания для имперских сословий (курфюрстов, светских и духовных князей, свободных городов и имперских рыцарей). Каждый субъект империи мог свободно перейти из католичества в лютеранство или обратно. Принадлежность к тому или иному вероисповеданию не могла служить причиной ограничения данного субъекта в правах. В свободных имперских городах был введён принцип равных прав представителей обеих конфессий на отправление религиозных культов. Свободу вероисповедания получили также имперские рыцари, находившиеся в непосредственной вассальной зависимости от императора. Однако, несмотря на требования лютеран, Аугсбургский мир не предоставил право выбора религии подданным имперских князей и рыцарей. Подразумевалось, что каждый правитель сам определяет вероисповедание в своих владениях. Позднее (ближе к 1591 году) это положение трансформировалось в принцип cujus regio, eius religio — лат. чья страна, того и вера (в других вариантах перевода — «чья власть, того и вера»). Уступкой католиков в отношении конфессии подданных стала фиксация в тексте соглашения права на эмиграцию для жителей княжеств, не пожелавших принять религию своего правителя, причём им гарантировалась неприкосновенность личности и имущества.
Католической партии удалось внести в текст Аугсбургского мира так называемую «духовную оговорку» (лат. Reservatum Ecclesiasticum), в соответствии с которой в случае перехода духовного князя (епископа или аббата) в лютеранство он подлежал отрешению от власти, а на его место избирался католик. Таким образом, гарантировалось сохранение за католиками всех духовных владений, существовавших на 1552 год. Церковные земли, секуляризированные ранее, оставались под властью лютеранских правителей.

## Значение
Аугсбургский религиозный мир положил конец политическому расколу Священной Римской империи, восстановил её единство и мир в Центральной Европе. Кризис, вызванный лютеранской Реформацией, был на время преодолён. Признав лютеранство в качестве конфессии, равноправной с католицизмом, Аугсбургское соглашение впервые в Европе выработало способ мирного сосуществования нескольких вероисповеданий в рамках одного государственного образования. Благодаря этому была восстановлена работоспособность государственных институтов империи, в том числе рейхстага, имперского суда и самого поста императора, и сделан важный шаг на пути трансформации Священной Римской империи в соответствии с требованиями нового времени. Сословия имперского общества получили гарантии сохранения своих прав, была достигнута относительная социальная стабильность. Система равновесия, заложенная Аугсбургским миром, позволила сохранять мир и спокойствие в Германии на протяжении более половины столетия (до начала XVII века). В немецкой историографии Аугсбургский религиозный мир часто рассматривается как одна из важнейших общественно-политических вех в развитии страны и начало так называемой «конфессиональной эпохи», охватывающий период с 1555 года до Вестфальского мира 1648 года.
Тем не менее, в компромиссных формулировках Аугсбургского мира содержались потенциальные угрозы для стабильного развития империи. Непризнание договором кальвинистского вероисповедания, наряду с расплывчатостью понятия лютеранства в тексте соглашения, создали почву для особого пути развития реформатской церкви в Германии, характеризующегося острой конфликтностью как с католицизмом, так и с лютеранством, а также её маргинализацией в рамках имперской структуры. Отсутствие правовых гарантий для подданных иного вероисповедания, чем их правитель, означало потенциальную возможность применения силы князьями для обращения населения своих владений в ту или иную религию. Это было особенно опасно в условиях нарастания контрреформационных тенденций в католическом лагере. Кроме того, хотя Аугсбургский мир был нацелен на установление стабильности и поддержание статус-кво в империи, предоставленное имперским сословиям право выбора религии создало перспективы для дальнейшей территориальной экспансии лютеранской конфессии, с одной стороны, и реставрации католицизма в протестантских княжествах, с другой. Это вело к возобновлению конфликта между обеими религиозными группировками, эскалация которого в начале XVII века вылилась в Тридцатилетнюю войну.